# نکروز

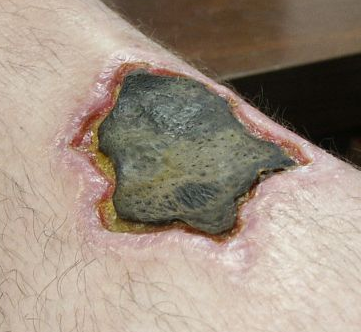
بافت نکروز شدهٔ ساق پا به‌علت گزش عنکبوت سمی

نِـکروز (به انگلیسی: Necrosis) یا بافت‌مردگی ناشی از کلمه یونانی Νέκρωση (تلفظ: نِکروزی) به معنای بافتِ مرده است.
یک عامل خارجی مانند التهاب، توکسین باکتریایی یا یک تروما می‌تواند منجر به بافت‌مردگی گردد و بنابراین در تعریف مرگ سلول، نباید با مفهوم آپوپتوز (خودکشی برنامه‌ریزی شده سلول) اشتباه شود. سلول‌هایی که توسط نکروز می‌میرند معمولاً سیگنال‌های شیمیایی مشابه آپوپتوز را به دستگاه ایمنی ارسال نمی‌کنند و به همین دلیل فعال شدن فاگوسیت‌های نزدیک به محل، انجام نشده و سلول‌های مرده هضم و نابود نمی‌شوند و پیامد آن سلول‌های مرده، که منجر به ساخت بافت‌های مرده و بقایای سلولی در نزدیکی یا در محل مرگ سلولی شده‌است به صورت بخشی سیاه شده و تیره باقی می‌مانند. به همین دلیل، اغلب لازم است برای حذف بافت نکروزه از روش دبریدمان (برش و جراحی) استفاده نمود.

## طبقه‌بندی
از نظر ریخت‌شناسی می‌توان نِکروز را به صورت زیر درجه‌بندی نمود:
- نکروز انعقادی (Coagulation) که در آن ظاهر میکروسکوپی بافت و برخی سلول‌ها قابل تشخیص است. این نوع نکروز معمولاً در اثر هیپوکسی یا آنوکسی (کمبود حاد یا نبود اکسیژن) به علت بسته شدن جریان خون یا کمبود جریان (آنفارکتوس) یا مسمومیت به‌وجود می‌آید.
- نکروز پنیری (Caseation) که در آن ساختمان قابل تشخیص بافت وجود ندارد و تخریب شدید بافت به صورت موضعی وجود دارد. در این حالت ترکیبی از بقایای سیتوپلاسم با لخته خون شکلی آهکی گرفته و به همین دلیل نکروز پنیری نام دارد. نکروز پنیری به صورتی مدور ایجاد می شود که در مرکز آن سلول های تخریب شده قرار دارند و برخلاف نکروز انعقادی سلول ها ساختارشان را از دست داده اند؛ در حلقه خارجی تر ماکروفاژهای اپیتلوئید و در خارجی ترین حلقه لنفوسیت ها قرار دارند. این نوع نکروز در بیماری سل دیده می شود.[۳]
- نکروز میعانی (Liquefactive) معمولاً با تخریب سلولی و تشکیل چرک مثلاً در آبسه یا در موارد شدید مانند سینه‌پهلو (پنومونی) همراه است. شامل عفونت‌های باکتریایی یا گاهی قارچی بوده و تولید التهاب می‌کنند. ایسکمی (محدودیت عرضهٔ خون) در مغز، به دلیل عدم وجود یک استرومای حمایت‌کننده، به جای نکروز انعقادی، تبدیل به نکروز میعانی می‌گردد.
- نکروز فیبرینی (Fibrinoid) واکنش‌های ایمنی که عروق خونی را درگیر می‌کنند موجب این بیماری می‌شوند. مانند رسوب کمپلکس آنتی‌ژن-آنتی‌بادی در دیوارهٔ شریان‌ها. مانند بیماری ایمونولوژیک پلی‌آرتریت ندوزا.
- نکروز چربی (Fatty) که به‌علت فعالیت بیش از حد آنزیم لیپاز در بافت چربی اتفاق می‌افتد. (مانند پانکراتیت)[۴][۵]
- نِکروز گانگرن: نکروز انعقادی در اندام‌هاست که به دو حالت خشک (بدون عفونت) و مرطوب (با عفونت) است.

## علت‌ها

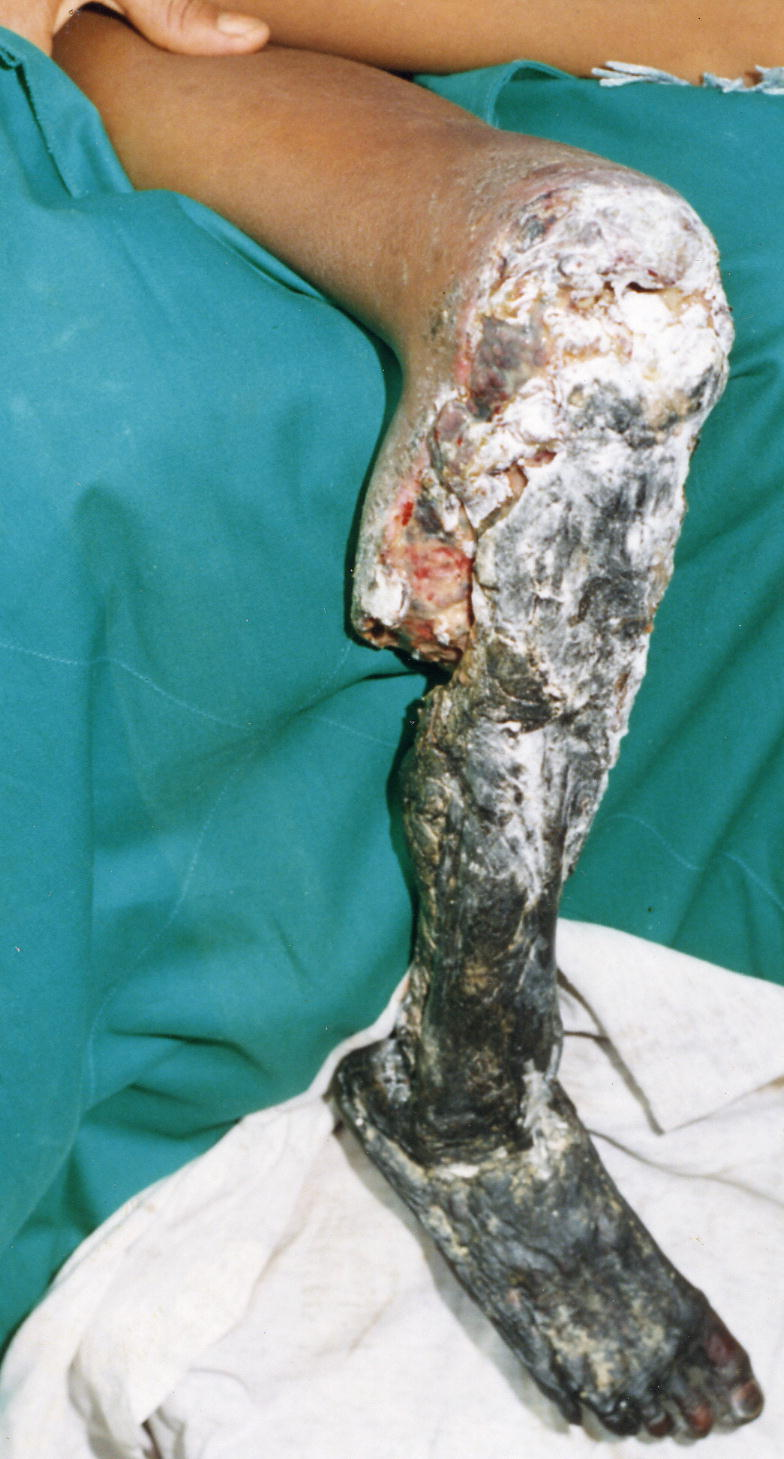
نکروز بافتی گسترده اندام تحتانی در یک پسر 11 ساله که دو هفته قبل توسط افعی بوتروپس در اکوادور گاز گرفته شده بود. درجه نکروز به قدری شدید است که قطع عضو ضروری است

نکروز سلولی می‌تواند به علت یک عامل خارجی، از جمله جراحت، عفونت، سرطان، آنفارکتوس، سموم، ROS (مثل پراکسیدها)، و التهاب ایجاد شود. به عنوان مثال، آنفارکتوس (انسداد جریان خون به بافت ماهیچه‌ای) باعث نکروز بافت ماهیچه‌ای به علت فقدان اکسیژن در سلول‌های آسیب‌دیده رخ می‌دهد. گونه‌ای از عنکبوت (معروف به قهوه‌ای خلوت‌نشین) و مار می‌توانند نکروز بافت در نزدیکی جای نیش ایجاد کنند، از دیگر عوامل می‌توان به یک گروه استرپتوکوک اشاره نمود.
در بافت نکروزه همان واکنش‌های شیمیایی معمول بافت آپوپتوتیک اتفاق می‌افتد. اگر مقدار زیادی از بافت به هم پیوسته نکروزه شود، قانقاریا نامیده می‌شود. مراقبت مناسب و درمان زخم‌ها یا گزیدگی نقش کلیدی در پیشگیری از این نوع نکروز گسترده خواهد داشت.
یکی دیگر از عواملی که منجر به ایجاد نکروز می‌شود هیپوکسی یا کاهش میزان اکسیژن دریافتی است.